# Alexandre Soumet
Louis Alexandre Soumet (Castellnou d'Arri, Aude, 29 de gener de 1786 - París, 30 de març de 1845) fou un poeta i dramaturg francès.

## Biografia
Va preparar, sense reeixir-hi, la prova d'accés a l'École polytechnique i s'instal·là a París l'any 1808. Poeta dotat, va escriure versos en honor de Napoleó Bonaparte que li van valdre d'ésser nomenat auditor al Consell d'estat l'any 1810. Va adquirir popularitat l'any 1814 gràcies a una colpidora elegia, La Pauvre Fille. Posteriorment, l'any 1815, l'Académie française va premiar dos dels seus poemes: La Découverte de la vaccine i Les Derniers moments de Bayard. El 1819 va ser elegit mantenidor de l'Acadèmia dels Jocs Florals.
Va saludar la Restauració i fou nomenat bibliotecari del rei a Saint-Cloud. L'any 1822 va estrenar amb èxit dues tragèdies, Clytemnestre i Saul. Arran de l'èxit va ser elegit membre de l'Acadèmia francesa el 29 de juliol de 1824, en substitució d'Étienne Aignan i en competició amb Alphonse de Lamartine i Casimir Delavigne. Cléopâtre (1824) i Jeanne d'Arc (1825) també van gaudir de bona acollida. Elisabeth de France (1828), lliurement adaptada del Don Carlos de Schiller, va contribuir a la difusió del poeta alemany a França. Va retreure a Madame de Staël el fet de no haver-li dedicat més que un discret espai a la seua obra De l'Allemagne.
Després de la Revolució de Juliol va alinear-se amb la Monarquia de Juliol. Va ser nomenat bibliotecari del rei Lluís Felip I al Castell de Compiègne. L'any 1831, la seua tragèdia Norma ou l'infanticide va triomfar a l'Odéon, en part gràcies a la interpretació de Mademoiselle George; immediatament va ser emprada com a base del llibret de la cèlebre òpera de Vincenzo Bellini.

## Obra
L'any 1823, Soumet va unir-se al grup d'escriptors i d'artistes autoanomenat « Le Cénacle », que reunia els principals partidaris de l'estètica romàntica, principalment Honoré de Balzac, Eugène Delacroix, Alfred de Vigny, Alexandre Dumas (pare), Alfred de Musset, Casimir Delavigne, Charles-Augustin Sainte-Beuve, Abel-François Villemain i Prosper Mérimée. Va publicar poemes a La Muse française, òrgan oficial dels romàntics, però es va abstenir de participar en les acalorades polèmiques de l'època.
Les seues tragèdies se situen a mig camí entre l'estètica clàssica i el romanticisme. Els temes són extrets bé de l'Antiguitat o bé de la història moderna, en les parts que aleshores estaven de moda. La forma dramàtica roman extremadament clàssica, però es veu magnificada per un estil que no manca de passió i de color, tot i ser de vegades emfàtic.
Soumet va assolir una gran celebritat. Victor Hugo li professava, almenys en els seus inicis, una viva admiració. Avui dia la seua obra ha caigut pràcticament en l'oblit.

### Llista cronològica

#### Obres dramàtiques
- Clytemnestre, tragèdia, estrenada a la Comédie-Française el 7 de novembre de 1822
- Saül, tragèdia, estrenada al Théâtre de l'Odéon el 9 de novembre de 1822
- Cléopâtre, 1824
- Jeanne d'Arc, 1825
- Pharamond, òpera en 3 actes, en col·laboració amb Jacques Ancelot i Alexandre Guiraud, música de François-Adrien Boieldieu, estrenada a l'Òpera de París el 10 de juny de 1825
- Le Siège de Corinthe, tragèdia lírica en 3 actes, en col·laboració amb Luigi Balocchi, música de Gioacchino Rossini, 1826
- Emilia, drama, 1827: inspirada en la novel·la Kenilworth de Walter Scott
- Elisabeth de France (títol inicial:Le Secret de la confession), tragèdia, 1828
- Une fête de Néron, amb Louis Belmontet, 1829: una mena de seqüela romàntica del Britannicus de Jean Racine
- Norma ou l'infanticide, tragèdia en 5 actes, en vers, estrenada al Théâtre de l'Odéon el 16 d'abril de 1831 (text a la base Gallica de la Biblioteca Nacional de França)
- Le Gladiateur, tragèdia, en col·laboració amb la seua filla Gabrielle Soumet, estrenada a la Comédie-Française el 24 d'abril de 1841
- Le Chêne du roi, comèdia, en col·laboració amb la seua filla, estrenada a la Comédie-Française le 24 d'abril de 1841
- Jane Grey, tragèdia, en col·laboració amb la seua filla, 1844
- David, òpera, 1846
- Monseigneur se marie, comèdia

#### Obra poètica
- Le Fanatisme, 1808
- L'Incrédulité, 1810
- Les Embellissements de Paris, 1812
- La Divine épopée, poema en 12 càntics, 1841: El tema d'aquest poema, que s'insereix en la vena de la Divina Comèdia de Dante, és la redempció de l'infern per Crist. « No és més que un somni,  va dir prudentment l'autor, Jo no em prosterne davant de l'autoritat del dogma. » El conjunt té grandesa i alè, almenys a primera vista, però la qualitat de l'estil emmascara sovint el buit del pensament i de la inspiració.
- Jeanne d'Arc, epopeia en 3 parts, 1845

#### Obres diverses
- Les Scrupules littéraires de Mme de Staël, ou Réflexions sur le livre De l'Allemagne, 1814
- Oraison funèbre de Louis XVI, 1817